# Ali Heidar Ali Mohamed
Ali Heidar Ali Mohamed (arab. علي حيدر علي محمد) – kuwejcki judoka. Dwukrotny olimpijczyk. Zajął dziewiętnaste miejsce w Moskwie 1980 i Barcelonie 1992. Walczył w wadze ekstralekkiej.
Uczestnik mistrzostw świata w 1983, 1989 i 1993. Brązowy medalista mistrzostw Azji w 1981 roku.

## Letnie Igrzyska Olimpijskie 1980
| Konkurencja | Eliminacje            | Klas. końcowa |
| Konkurencja | Przeciwnik I          | Miejsce       |
| ----------- | --------------------- | ------------- |
| 60 kg       | Tibor Kincses (HUN) P | 19.           |

## Letnie Igrzyska Olimpijskie 1992
| Konkurencja | Eliminacje              | Eliminacje               | Klas. końcowa |
| Konkurencja | Przeciwnik I            | Przeciwnik II            | Miejsce       |
| ----------- | ----------------------- | ------------------------ | ------------- |
| 60 kg       | Bosolo Mobando (COD) 'Z | Manfred Hiptmair (AUT) P | 19.           |